# 臺北和平籃球館
臺北和平籃球館（英語：Taipei Heping Basketball Gymnasium），全稱為臺北市和平實小附屬籃球館，位於台灣台北市大安區的臺北市和平實驗國民小學，近辛亥路、基隆路口，大安運動中心旁。2017年夏季世界大學生運動會籃球比賽的預賽和複賽、2019年世界盃籃球賽亞太區資格賽、第三十九屆威廉·瓊斯盃國際籃球邀請賽、2018WTA台灣公開賽都於本場館舉行。除比賽用主場館外，尚有可供練習及小型比賽、活動用，座位約800席的副館暖身球場。該場館的首場國際賽事為第三十九屆威廉·瓊斯盃國際籃球邀請賽，也做為2017年世大運的場館測試賽事。
臺北和平籃球館由郝龍斌市府任內規劃、興建，並由長佳機電工程取得經營權，於2017年10月1日至2022年9月30日營運。經營的項目包含籃球館主場地租借、副館暖身球場租借、運動課程推廣及地下停車場。

## 大事記
- 2012年7月：開工[5]
- 2016年1月27日：舉行上樑典禮[6]。
- 2017年4月：由長佳機電工程取得經營管理權。
- 2017年6月8日：正式啟用[7]。
- 2017年8月 : 世界大學運動會（籃球項目）。
- 2017年10月1日 : 由長佳機電工程正式營運。

## 場館用途
- 國內外籃球、網球、羽球、格鬥、電子競技等賽事
- 大型企業集會、典禮、大型宗教活動
- 大型運動會
- 產品發表會、商業展覽
- 大型藝文活動
- 廣告拍攝、影視拍攝場地

## 賽事
- 2017台北世大運：籃球項目[8]
- 第三十九屆威廉·瓊斯盃國際籃球邀請賽男子組
- 2019年世界盃男籃亞洲區資格賽第一輪中華臺北代表隊主場
- 2018年WTA臺灣公開賽比賽場館
- 107學年度高中籃球聯賽（男女8強賽）
- 2019英雄聯盟季中邀請賽（四強賽）
- P. LEAGUE+臺北富邦勇士主場館
- 2021年亞洲盃男籃資格賽第一輪第一階段中華臺北代表隊主場
- T1聯盟台灣啤酒英熊主場館
- T1聯盟桃園雲豹主場館
- 2022年台北羽球公開賽
- 2022年跨聯盟籃球邀請賽
- 2023年T1聯盟明星賽
- T1聯盟臺北戰神主場館
- 第四十二屆威廉·瓊斯盃國際籃球邀請賽男子組、女子組、U14
- 2023年英雄聯盟太平洋職業聯賽夏季聯賽總決賽[9]
- 台灣職業籃球大聯盟臺北台新戰神主場館

## 交通資訊

### 捷運
- 文湖線：科技大樓站[10]
- 松山新店線：公館站(轉乘1（萬華－松仁路）公車至和平高中下車)

### 公車
- 大安運動中心/青年活動中心：237、295[11]、295(經芳蘭路)、298[12][13]、949、953、紅57
- 和平高中(基隆路) : 基隆路幹線(原650)、新店-基隆、1、207、275、294、611、672、905、906、909
- 國立台北教育大學(和平東路) : 和平幹線、3、15、18、72、52、211、235、284、662、663、685

## 外部連結
- 官方网站 （页面存档备份，存于）
- 臺北和平籃球館的Facebook專頁
- YouTube上的臺北和平籃球館頻道

25°01′17.2″N 121°32′43.7″E / 25.021444°N 121.545472°E